# مقاطعة شيروكي (كارولينا الجنوبية)
مقاطعة شيروكي هي مقاطعة في كارولاينا الجنوبية، في الولايات المتحدة، بلغ عدد سكانها 55,342  نسمة وذلك حسب إحصائيات سنة 2010، عاصمتها جافني، تبلغ مساحتها 1,029 كيلومتر مربع.

## الموقع
تشترك في الحدود مع:
- مقاطعة يورك
- مقاطعة كليفلاند
- مقاطعة يونيون
- مقاطعة سبارتنبرغ
- مقاطعة روذرفورد.

## التقسيمات الإدارية
- جافني.